# Aire d'attraction d'Argelès-Gazost
L'aire d'attraction d'Argelès-Gazost est un zonage d'étude défini par l'Insee pour caractériser l’influence de la commune d'Argelès-Gazost sur les communes environnantes. Publiée en octobre 2020, elle se substitue à l'aire urbaine d'Argelès-Gazost, qui comportait 13 communes dans le dernier zonage qui remontait à 2010.

## Définition
L’aire d’attraction d'une ville est composée d’un pôle, défini à partir de critères de population et d’emploi ainsi que d’une couronne constituée des communes dont au moins 15 % des actifs travaillent dans le pôle. Le pôle d’attraction constitue ainsi un point de convergence des déplacements domicile-travail,.

## Type et composition
L’aire d'attraction d'Argelès-Gazost est une aire intra-départementale qui comporte 19 communes dans les Hautes-Pyrénées.
Elle est catégorisée dans les aires de moins de 50 000 habitants, une catégorie qui regroupe 16,6 % de la population d'Occitanie et 12,2 % au niveau national.

### Carte

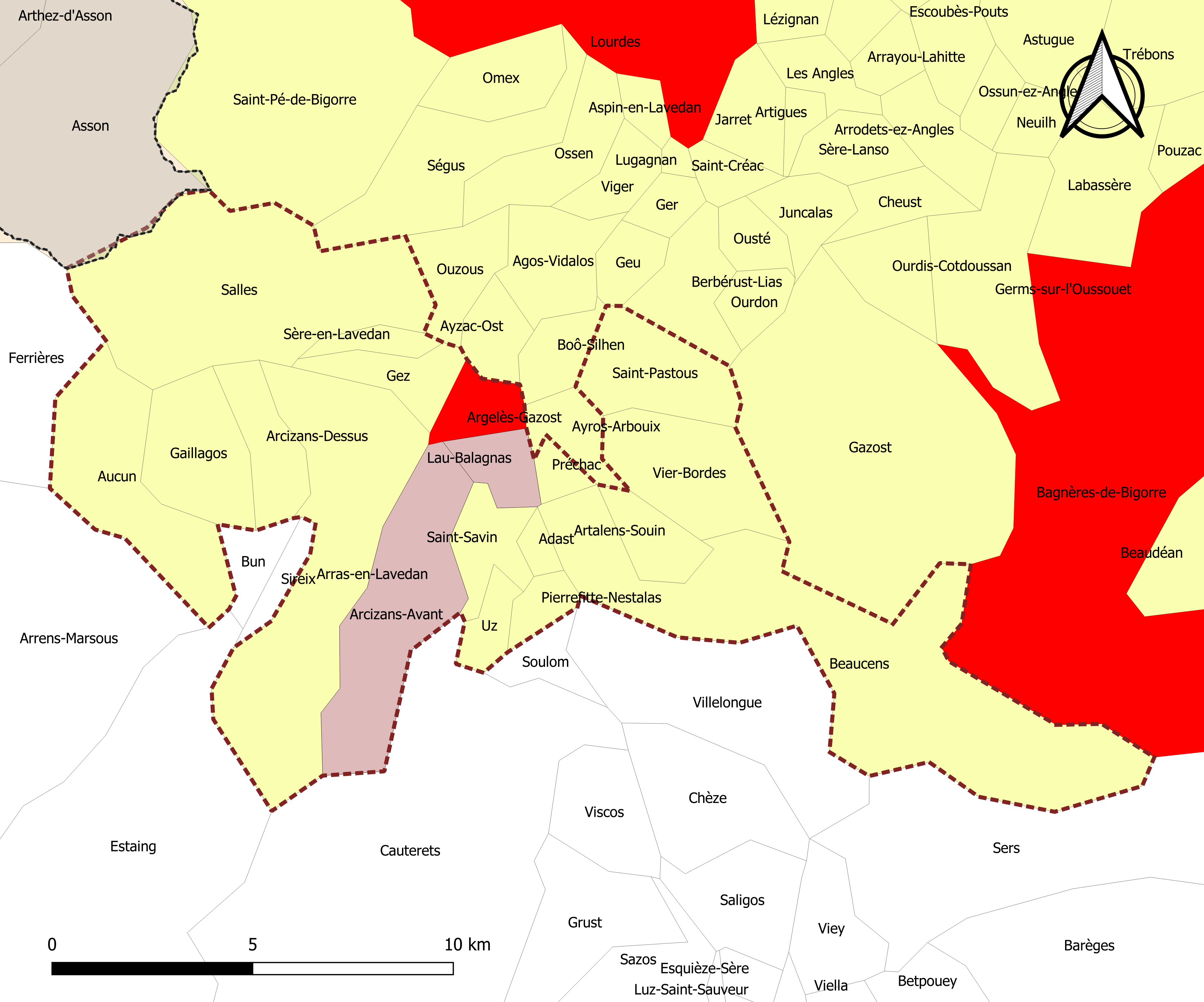
Carte de l'aire d'attraction d'Argelès-Gazost.
Commune-centre
Commune du pôle principal
Commune de la couronne

### Composition communale
| Nom                             | Code Insee | Département     | Statut                    | Superficie (km2) | Population (dernière pop. légale) | Densité (hab./km2) | Modifier                                    |
| ------------------------------- | ---------- | --------------- | ------------------------- | ---------------- | --------------------------------- | ------------------ | ------------------------------------------- |
| Argelès-Gazost (commune-centre) | 65025      | Hautes-Pyrénées | commune-centre            | 3,05             | 2 805 (2022)                      | 920                | modifier les données · modifier les données |
| Arcizans-Avant                  | 65021      | Hautes-Pyrénées | commune du pôle principal | 15,04            | 392 (2022)                        | 26                 | modifier les données · modifier les données |
| Lau-Balagnas                    | 65267      | Hautes-Pyrénées | commune du pôle principal | 2,90             | 508 (2022)                        | 175                | modifier les données · modifier les données |
| Adast                           | 65001      | Hautes-Pyrénées | commune de la couronne    | 1,05             | 302 (2022)                        | 288                | modifier les données · modifier les données |
| Arcizans-Dessus                 | 65022      | Hautes-Pyrénées | commune de la couronne    | 5,01             | 115 (2022)                        | 23                 | modifier les données · modifier les données |
| Arras-en-Lavedan                | 65029      | Hautes-Pyrénées | commune de la couronne    | 24,66            | 494 (2022)                        | 20                 | modifier les données · modifier les données |
| Artalens-Souin                  | 65036      | Hautes-Pyrénées | commune de la couronne    | 3,90             | 135 (2022)                        | 35                 | modifier les données · modifier les données |
| Aucun                           | 65045      | Hautes-Pyrénées | commune de la couronne    | 12,94            | 254 (2022)                        | 20                 | modifier les données · modifier les données |
| Beaucens                        | 65077      | Hautes-Pyrénées | commune de la couronne    | 36,82            | 417 (2022)                        | 11                 | modifier les données · modifier les données |
| Gaillagos                       | 65182      | Hautes-Pyrénées | commune de la couronne    | 8,46             | 126 (2022)                        | 15                 | modifier les données · modifier les données |
| Gez                             | 65202      | Hautes-Pyrénées | commune de la couronne    | 3,89             | 328 (2022)                        | 84                 | modifier les données · modifier les données |
| Pierrefitte-Nestalas            | 65362      | Hautes-Pyrénées | commune de la couronne    | 1,76             | 1 101 (2022)                      | 626                | modifier les données · modifier les données |
| Préchac                         | 65371      | Hautes-Pyrénées | commune de la couronne    | 1,59             | 240 (2022)                        | 151                | modifier les données · modifier les données |
| Saint-Pastous                   | 65393      | Hautes-Pyrénées | commune de la couronne    | 8,20             | 149 (2022)                        | 18                 | modifier les données · modifier les données |
| Saint-Savin                     | 65396      | Hautes-Pyrénées | commune de la couronne    | 3,86             | 366 (2022)                        | 95                 | modifier les données · modifier les données |
| Salles                          | 65400      | Hautes-Pyrénées | commune de la couronne    | 27,48            | 248 (2022)                        | 9,0                | modifier les données · modifier les données |
| Sère-en-Lavedan                 | 65420      | Hautes-Pyrénées | commune de la couronne    | 1,87             | 83 (2022)                         | 44                 | modifier les données · modifier les données |
| Uz                              | 65458      | Hautes-Pyrénées | commune de la couronne    | 2,45             | 38 (2022)                         | 16                 | modifier les données · modifier les données |
| Vier-Bordes                     | 65467      | Hautes-Pyrénées | commune de la couronne    | 9,39             | 94 (2022)                         | 10                 | modifier les données · modifier les données |